# Castanopsis foxworthyi
Castanopsis foxworthyi är en bokväxtart som beskrevs av Ernst Max Schottky. Castanopsis foxworthyi ingår i släktet Castanopsis och familjen bokväxter. Inga underarter finns listade.